# Boston River
Club Atlético Boston River, kallad Boston River i folkmun, är en professionell fotbollsklubb i Montevideo, Uruguay. Klubben grundades 20 februari 1939 och spelar sina hemmamatcher på Estadio Parque Artigas Las Piedras. 